# Джексон, Лиза Перес
Лиза Перес Джексон (англ. Lisa Perez Jackson; 8 февраля 1962, Филадельфия, Пенсильвания, США) — американский политик, топ-менеджер и инженер-химик. Вице-президент компании Apple по охране окружающей среды, образовательной политике и социальным инициативам (с 2013 года). Администратор Агентства по охране окружающей среды США при администрации президента Барака Обамы (2009—2013).

## Биография
Лиза Джексон родилась в Филадельфии, через несколько недель после рождения её удочерили. В 1979 году Джексон окончила среднюю школу Святой Марии в Новом Орлеане. Она получила степень бакалавра в области химического машиностроения в Университете Тулэйн (Тулейнский университет Луизианы). Закончив Принстонский университет она получила степень магистра в области химического машиностроения.
С 28 февраля 2006 года по 30 ноября 2008 года она работала в качестве комиссара Департамента охраны окружающей среды штата Нью-Джерси.
С 1 декабря 2008 года по 15 декабря 2008 года она была главой администрации губернатора штата Нью-Джерси Джона Корзина.
С 23 января 2009 года по 19 февраля 2013 года была администратором Агентства по охране окружающей среды США при администрации президента Барака Обамы.
28 мая 2013 года генеральный директор компании Apple Inc Тим Кук на конференции D11 сказал обозревателю The Wall Street Journal Уолту Моссбергу, что Лиза Джексон присоединится к руководству Apple. В Apple она является вице-президентом, подчиняясь непосредственно Тиму Куку и контролирует экологические инициативы Apple.
Также она является членом советов университета Принстона и университета Тулэйн, и совета благотворительного фонда Билла Клинтона — который занимается борьбой со СПИДом, с глобальным потеплением и детским ожирением.
Удостоена Citation for Leadership and Achievement от Council for Scientific Society Presidents (2011).
В компании Apple она курирует такие крупные социальные проекты как строительство образовательного центра в Атланте для университетов Historically black colleges and universities и создание Академии разработчиков в Детройте в рамках инициативы по борьбе с системным расизмом и продвижения идей расового равенства.